# 信楽道路
信楽道路（しがらきどうろ）は、滋賀県甲賀市の信楽市街から新名神高速道路信楽インターチェンジへのアクセス強化を目的とした国道307号の拡幅整備事業である。

## 道路諸元
- 起点：滋賀県甲賀市信楽町黄瀬
- 終点：滋賀県甲賀市信楽町勅旨
- 全長：2.9km
- 規格：第3種2級
- 道路幅員
  - 1工区：甲賀市信楽町黄瀬-甲賀市信楽町牧間（1.5km）：25.5m
  - 2工区：甲賀市信楽町牧-甲賀市信楽町勅旨間（1.4km）：21.0m
- 車線数：4車線
- 車線幅員：3.25m
- 設計速度：60km/h
- 事業費：約80億円

## 沿革
- 2000年（平成12年） - 事業化

## 主な接続道路
- 新名神高速道路
- 滋賀県道341号信楽インター線
- 滋賀県道53号牧甲西線
- 滋賀県道12号栗東信楽線・滋賀県道136号雲井停車場線